# مقاطعة كوتونوود (مينيسوتا)
مقاطعة كوتونوود (بالإنجليزية: Cottonwood County)‏ هي إحدى مقاطعات ولاية مينيسوتا في الولايات المتحدة الأمريكية.